# 모리오카 자자멘

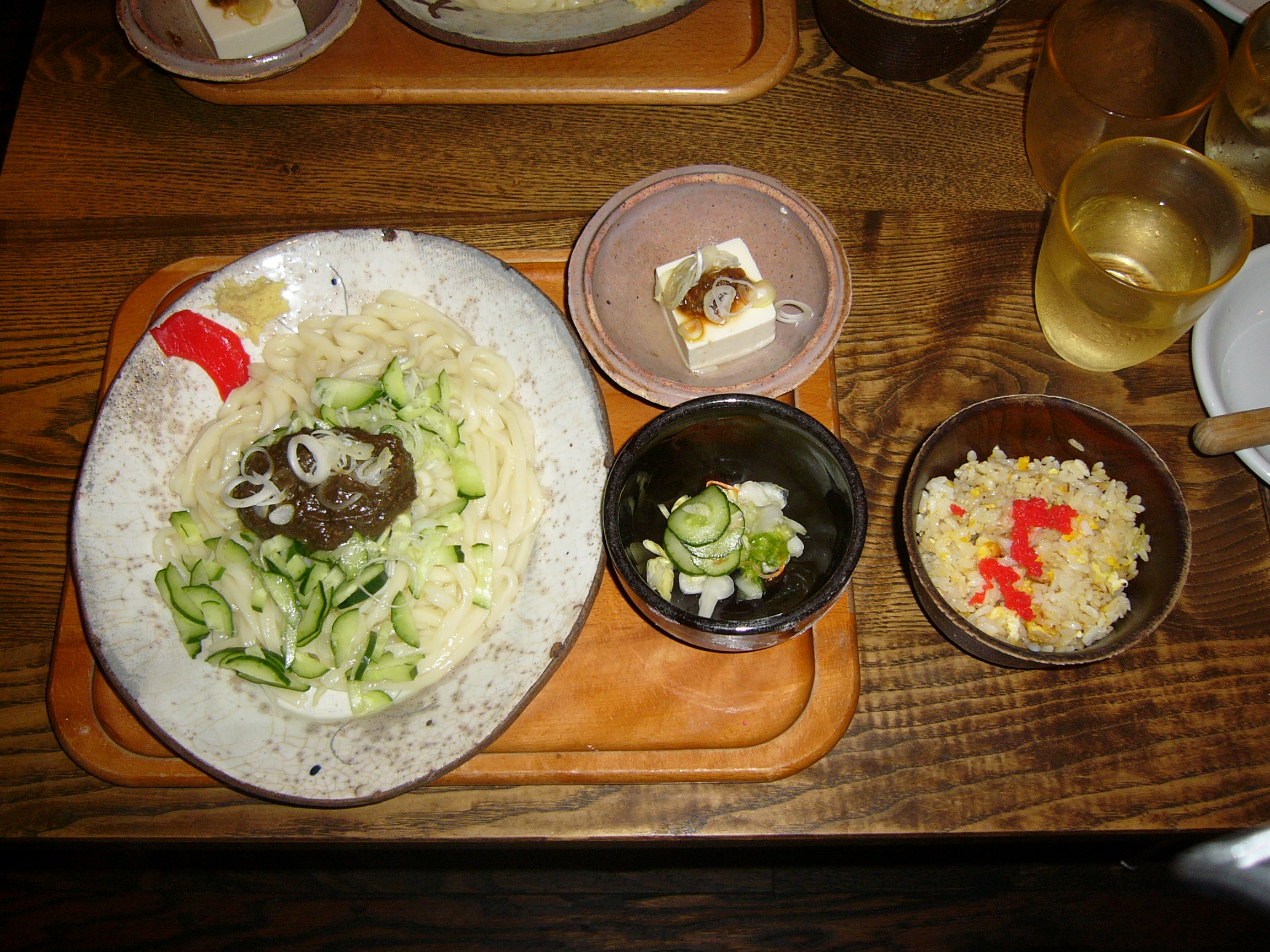
모리오카 자자멘

모리오카 자자멘(盛岡じゃじゃ麵, 일본어: 盛岡じゃじゃ麺)은 일본 이와테현 모리오카시의 유명 요리이다. 완코 소바와 모리오카 냉면과 함께 ‘모리오카 3대 면요리’로 불리며, 중국의 자장몐(작장면)에서 유래했다.

## 갤러리

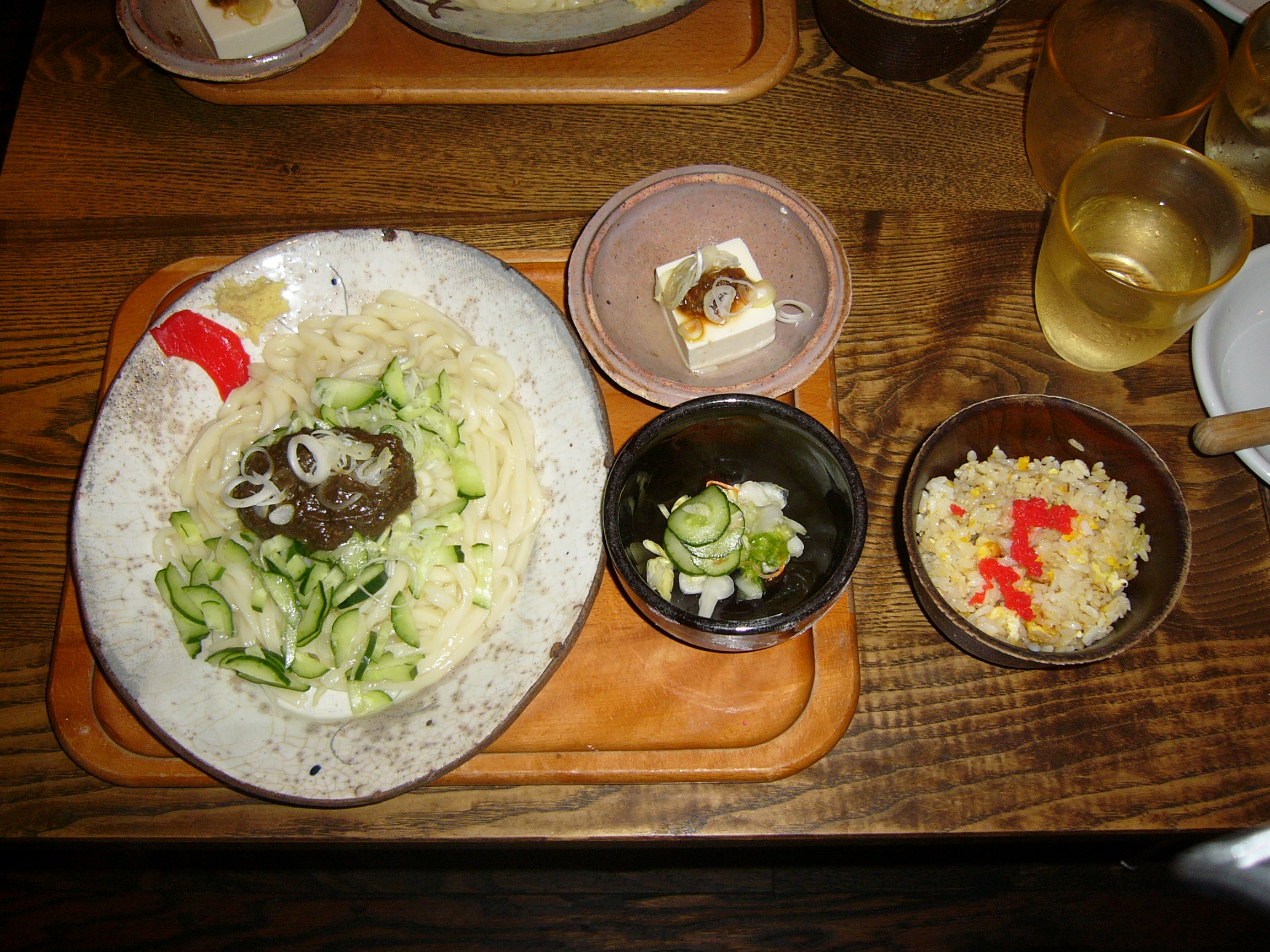
모리오카 자자멘1
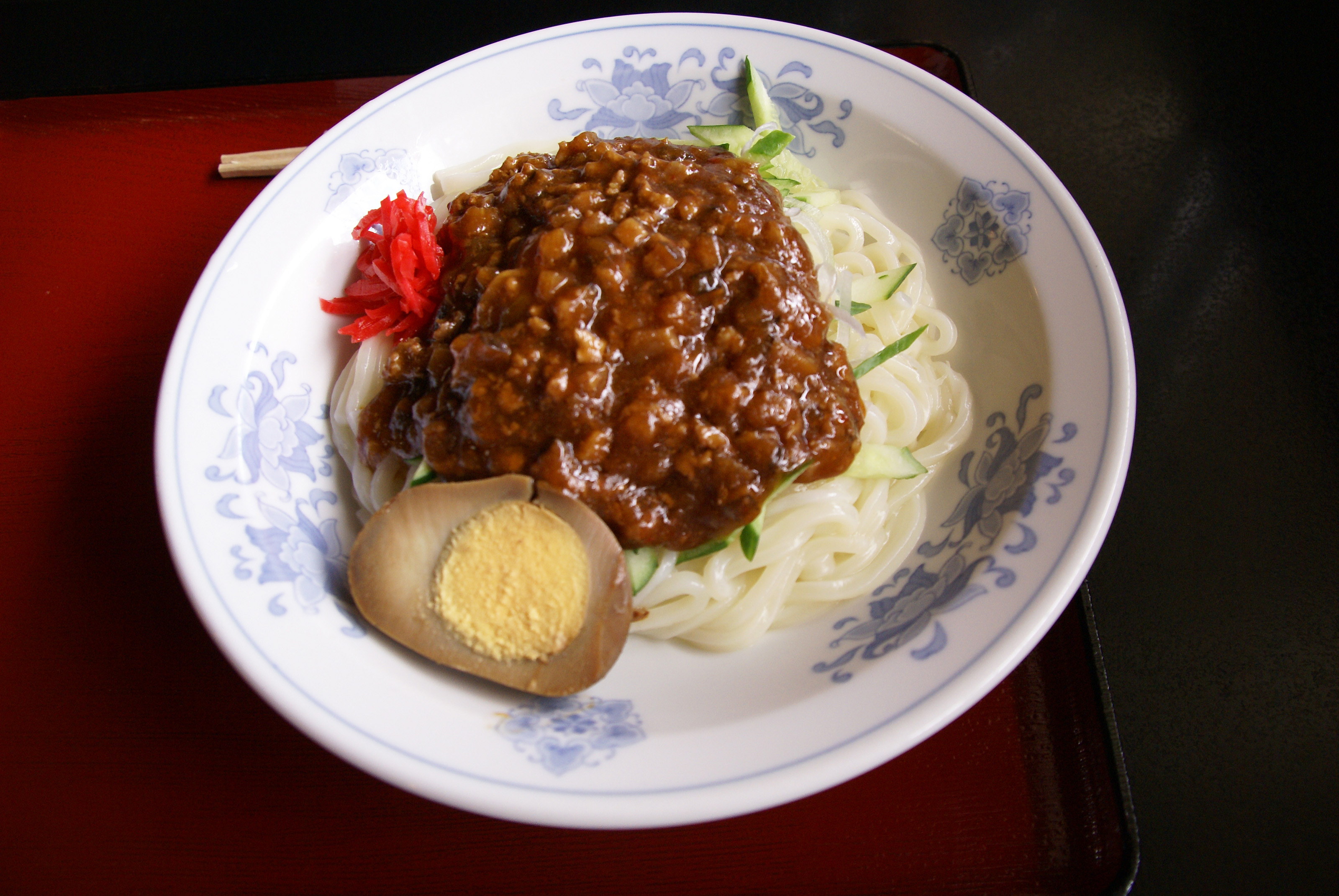
모리오카 자자멘2
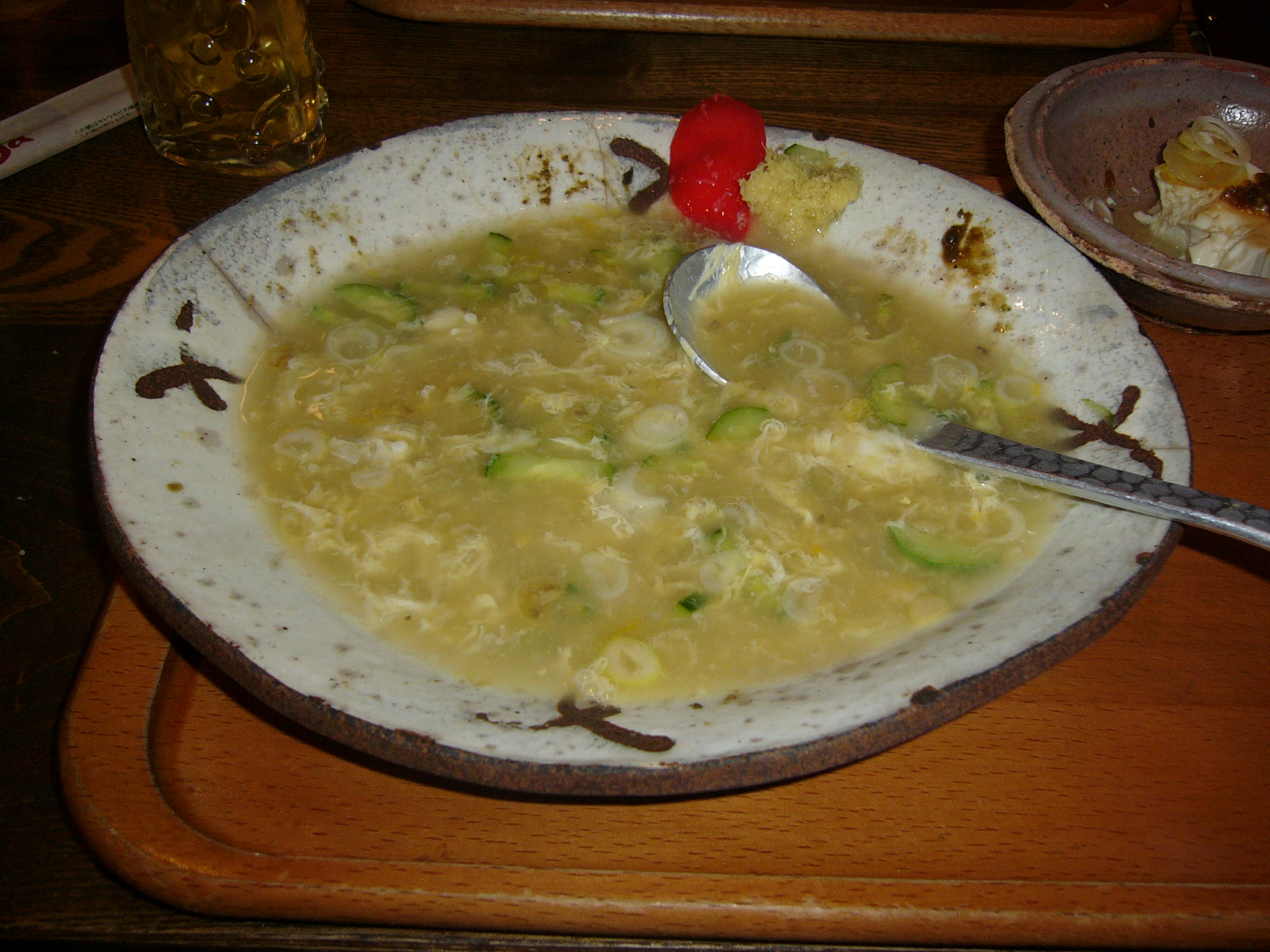
모리오카 자자멘 면발

## 같이 보기
- 중국계 일본인
- 모리오카 냉면
- 자장몐
- 짜장면